# Medalha Rufus Oldenburger
A Medalha Rufus Oldenburger (em inglês:  Rufus Oldenburger Medal) é concedida pela Sociedade dos Engenheiros Mecânicos dos Estados Unidos (ASME), reconhecendo contribuições significativas e realizações de destaque no campo da engenharia de controle e automação. Foi estabelecida em 1968, em memória de Rufus Oldenburger.

## Laureados
- 1968: Rufus Oldenburger
- 1969: Nathaniel Nichols
- 1970: John Ralph Ragazzini
- 1971: Charles Stark Draper
- 1972: Albert J. Williams, Jr.
- 1973: Clesson E. Mason
- 1974: Herbert W. Ziebolz
- 1975: Hendrik Wade Bode e Harry Nyquist
- 1976: Rudolf Kalman
- 1977: Gordon Stanley Brown e Harold Locke Hazen
- 1978: Yasundo Takahashi
- 1979: Henry Paynter
- 1980: Arthur Earl Bryson
- 1981: Shih-Ying Lee
- 1982: Bernard Friedland
- 1983: Jesse Lowen Shearer
- 1984: Herbert H. Richardson
- 1985: Karl Johan Åström
- 1986: Eliahu Ibrahim Jury
- 1987: Walter Richard Evans
- 1988: Robert H. Cannon, Jr.
- 1989: Jaakov Z. Tsypkin
- 1990: Harold Chestnut
- 1991: John G. Truxal
- 1992: Isaac Horowitz
- 1993: Lotfali Askar-Zadeh
- 1994: Howard Harry Rosenbrock
- 1995: George Leitmann
- 1996: George Zames
- 1997: Thomas B. Sheridan
- 1998: David Luenberger
- 1999: Yu-Chi Ho
- 2000: Ioan D. Landau
- 2002: Masayoshi Tomizuka
- 2003: Vadim Utkin
- 2004: Alistair MacFarlane
- 2005: Roger Ware Brockett
- 2006: J. Karl Hedrick
- 2007: Suguru Arimoto
- 2008: A. Galip Ulsoy
- 2009: Neville J. Hogan
- 2010: Rolf Isermann
- 2011: Haruhiko H. Asada
- 2012: Mathukumalli Vidyasagar
- 2013: Graham Goodwin
- 2014: Robert R. Bitmead
- 2015: Manfred Morari
- 2016: Jean-Jacques Slotine
- 2017: Miroslav Krstić